# 盧邁基

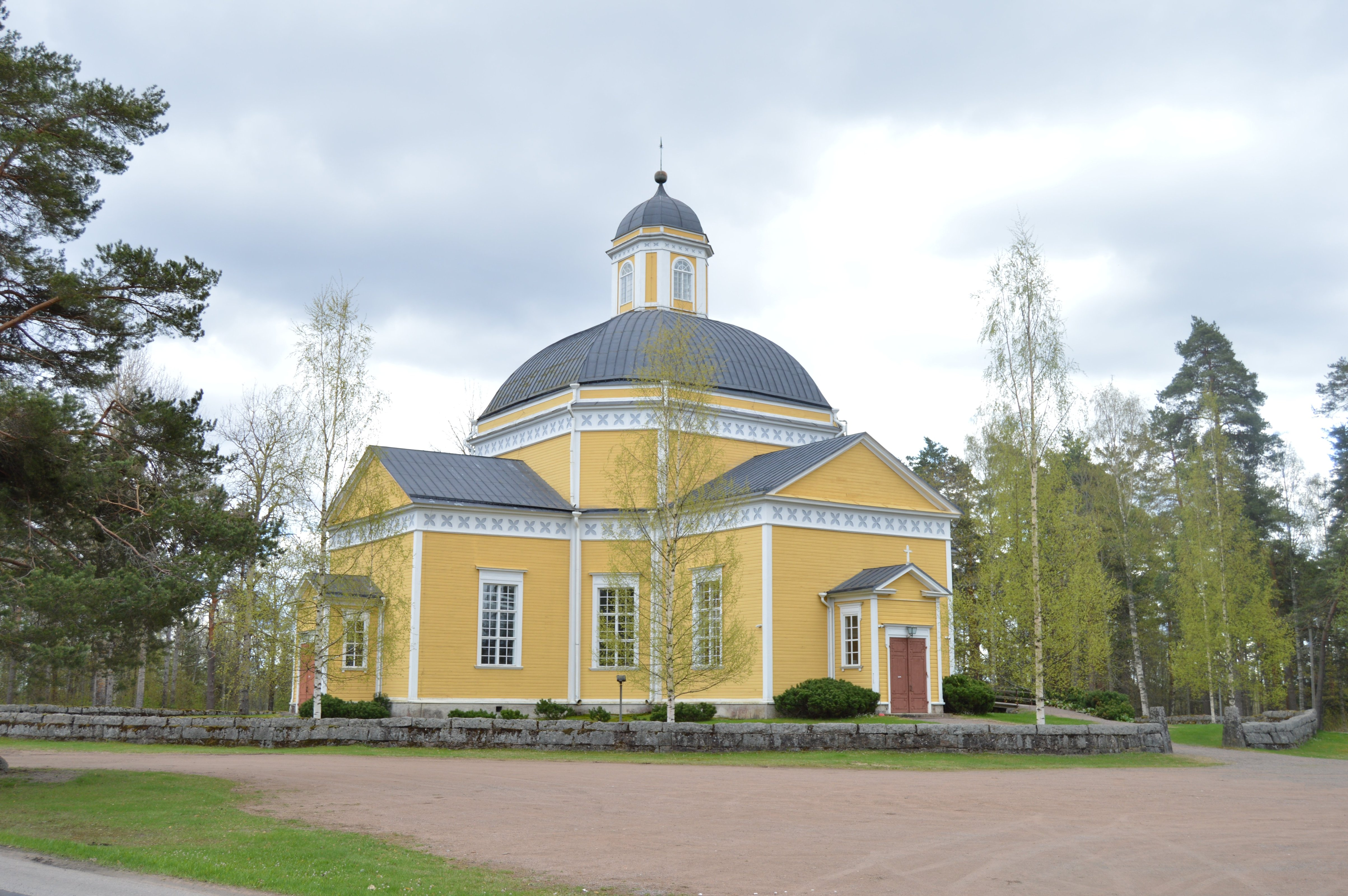
盧邁基教堂

盧邁基（芬蘭語：Luumäki）是芬蘭的市鎮，位於該國東南部，在南卡累利阿區内，始建於1642年，距離拉彭蘭塔37公里，面積859.83平方公里，2013年人口5,125，人口密度為每平方公里6.83人。

## 外部連結
- 盧邁基市镇官方网站 （页面存档备份，存于） （文）
- Taavetti fortress in Luumäki area （页面存档备份，存于）
- goSaimaa.com （页面存档备份，存于） 旅游信息